# Smaragdricsóka
A smaragdricsóka (Calyptomena viridis) a madarak osztályának verébalakúak (Passeriformes) rendjébe és a Calyptomenidae családjába tartozó faj.
Besorolásuk vitatott, régebben a ricsókafélék (Eurylaimidae) családjába tartoztak, az újabb kutatások helyezték az új családba, de ez még nem minden rendszerező által elfogadott.

## Előfordulása
A faj Ázsia délkeleti részén viszonylag széles körben elterjedt. Thaiföldtől délre Malajzián át Borneó szigetéig él. Trópusi esőerdők lakója.

## Alfajai
- Calyptomena viridis viridis
- Calyptomena viridis caudacuta
- Calyptomena viridis continentis
- Calyptomena viridis siberu

## Megjelenése
Testhossza 20 centiméter. Nagyon jellemző rá az az alacsony, lelapított, sapkaszerű tollbokréta, mely az előreálló, fölfelé borzolt, sűrű homloktollazat által keletkezik. Ez a tollbokréta a fejnek egészen sajátságos körvonalat kölcsönöz. A smaragdricsóka szép, fényes zöld színű, a hastájéka kevésbé fényes. Szeme előtt sárga folt van. A tollbokréta által eltakart homlokfoltja, egy-egy nagyobb folt a füle mögött, három szárnysávja, az elsőrendű evezők hegye, valamint a többi evező belső zászlaja fekete.
|  |

## Életmódja
Kisebb csoportokban él az esőerdő alsó lombkoronaszintjében. Tápláléka gyümölcsökből, elsősorban fügefélékből áll.

## Szaporodása
Körteforma fészkét egy lecsüngő ágra építi. A tojó egy-három tojást rak, melyeket a hímmel közösen költ ki, majd a fiókákat is együtt nevelik fel.